# برزوویتسا، اوب
برزوویتسا (به صربی: Brezovica) یک روستا در صربستان است که در Ub Municipality واقع شده‌است.
 برزوویتسا ۱۲٫۲۵ کیلومتر مربع مساحت و ۶۰۴ نفر جمعیت دارد و ۹۶ متر بالاتر از سطح دریا واقع شده‌است.